# Aoi Ito
Aoi Ito (nació el 21 de mayo de 2004) es una tenista profesional japonesa.
Ito tiene un ranking de individuales WTA más alto de su carrera, No. 109, logrado el 6 de enero de 2025. También fue No. 180 en dobles, logrado el 16 de septiembre de 2024.
En octubre de 2024, llegó a su primera semifinal de un torneo WTA en el Torneo de Osaka 2024 luego de entrar al cuadro principal como clasificada, venciendo en primera ronda a la wildcard Sofia Kenin. En segunda ronda a Elisabetta Cocciaretto preclasificada #8 y 54 del mundo, en cuartos de final venció a la lucky loser Eva Lys y finalmente perdería con la también clasificada Kimberly Birrell en 2 set.

## Títulos WTA 125s

### Individuales (1)
| Resultado | Fecha              | Torneo   | Superficie | Oponente  | Puntaje  |
| --------- | ------------------ | -------- | ---------- | --------- | -------- |
| 1.        | 4 de enero de 2025 | Canberra | Dura       | Wei Sijia | 6-4, 6-3 |